# Komagena
Komagena (armensko Կոմմագենէի Թագավորութիւն, grško Βασίλειον τῆς Kομμαγηνῆς, latinizirano: Basíleion tēs Kommagenēs) je antično armensko kraljestvo v jugovzhodni Mali Aziji v današnji Turčiji.
O Komageni do začetka 2. stoletja pr. n. št. je zelo malo podatkov. Zgodovinarji sklepajo, da je bila del večje države, v katero je spadala tudi Sofena. Komagenski kralji so trdili, da izhajajo iz Orontidske dinastije in so zato v sorodu z dinastijo, ki je ustanovila Armensko kraljestvo. Točnost teh trditev je vprašljiva.
Leta 163 pr. n. št. se je lokalni satrap Ptolemaj Komagenski po smrti selevkidskega kralja Antioha IV. Epifana proglasil za neodvisnega vladarja. Komagensko kraljestvo je obdržalo svojo neodvisnost do leta 17, ko ga je rimski cesar Tiberij priključil k svojemu cesarstvu kot rimsko provinco. Provinca je ponovno postala neodvisno kraljestvo, ko je na ukaz cesarja Kaligule na prestol sedel Antioh IV. Komagenski. Kaligula ga je zatem odstavil, nekaj leta kasneje pa ga je ponovno ustoličil Kaligulov naslednik Klavdij.  Kraljestvo se je obdržalo do leta 72 n. št., ko ga je cesar Vespazijan dokončno priključil k Rimskemu cesarstvu.

## Zgodovina
Komagena je bila majhno kraljestvo v jugovzhodni Mali Aziji z glavim mestom Samsata (sedanji Samsat). Prvič je bila omenjena v asirskih besedilih kot Kummuhu. Bila je asirska zaveznica, dokler je ni asirski kralj Sargon II. leta 708 pr. n. št. priključil k Asiriji. V 6. stoletju pr. n. št. je Komageno osvojilo Perzijsko cesarstvo, v 4. stoletju pr. n. št. pa Aleksander Veliki. Po razpadu Aleksandrovega imperija je postala provinca grško-sirijskega Selevkidskega cesarstva.
Helenistično kraljestvo Komagena je nastalo leta 162 pr. n. št., ko je Ptolemaj, komagenski guverner (satrap) razpadlega Selevkidskega cesarstva, raglasil svojo neodvisnost.  Ptolemajeva dinastija je bila sicer v sorodu s partskimi kralji. Njegov naslednik Mitridat I. Kalinik (vladal 109-70 pr. n. št.) je kljub temu prevzel helenistično kulturo in se poročil s sirsko-grško princeso Laodiko VII. Teo.  Njegova dinastija je s poroko vzpostavila sorodstvene vezi med Aleksandrom Velikim in perzijskimi kralji. Poroka bi lahko bila tudi predmet mirovne pogodbe med Komageno in Selevkidskim cesarstvom. 
Mitridatov in Laodikin sin, kralj Antioh I. Teo Komagenski (vladal  70-38 pr. n. št.), se je kot zaveznik rimskega generala Pompeja leta 64 pr. n. št. vojskoval  proti Mitridatu VI. Pontskemu. S spretno diplomacijo mu je uspelo obraniti  neodvisnost Komagene pred Rimljani. Po smrti Antioha III. Komagenskega leta 17 je cesar Tiberij Komageno priključil k provinci Siriji, njegov naslednik Kaliula pa jo je ponovno pretvoril v kraljestvo s kraljem Antiohom IV., sinom Antioha III.. H Komageni je priključil tudi neobljudene dele Kilikije. Antioh IV. je bil edini od Rima odvisni komagenski kralj. Vladal je do leta 72, ko ga je cesar Vespazijan zaradi trditev guvernerja Cesenija Peta, da načrtuje upor proti Rimskemu cesarstvu, odstavil in njegovo kraljestvo ponovno priključil k Siriji. Potomci Antioha IV. so se razselili in udobno živeli v Mali Aziji, Grčiji, Italiji in na Srednjem vzhodu. Njegovemu vnuku in atenskemu dobrotniku Filopapu so Atenci po smrti leta 116  postavili mogočen nagrobnik. Eden od potomcev je bil tudi zgodovinar Gaj Asinij Kvadrat, ki je živel v 3. stoletju.  

## Arheološke najdbe
Po rimski zasedbi Komagene so veliko kraljevsko svetišče na gori Nemrut opustili. Rimljani so izropali grobne gomile, XVI. legija Flavia Firma pa je zgradila in posvetila most. Goste okoliške gozdove so posekali za les, kurjavo in oglje. Uničenje gozdov je povzročilo veliko erozijo tal.
V Komageni so odkrili steber z orlom na vrhu, ki je čuval grobno gomilo, imenovano Karakuš – Črni ptič. Iz napisa je razvidno, da je gomila kraljevski grob, v katarem so bile pokopane tri ženske. Grob je izropan. Največja izkopavanja na tem nahajališču je opravil Friedrich Karl Dörner Münsterske univerze.